# Abenomics
Abenomics (アベノミクス Abenomikusu) đề cập đến các chính sách kinh tế do Thủ tướng Abe Shinzō đề xướng bắt đầu từ thời điểm tổng tuyển cử Nhật Bản, 2012 và sau đó Abe Shinzō được bầu làm thủ tướng Nhật Bản nhiệm kỳ thứ hai. Abenomics dựa trên 'ba mũi tên' là nới lỏng định lượng, kích thích tài khóa, cải cách cơ cấu. The Economist miêu tả chương trình giống như một 'hỗn hợp của tăng phát, chi tiêu chính phủ và một chiến lược tăng trưởng được thiết kế để bật dậy nền kinh tế thoát khỏi tình trạng ngủ đông mà đã từng bị cảm cúm trong hơn hai thập kỷ'.

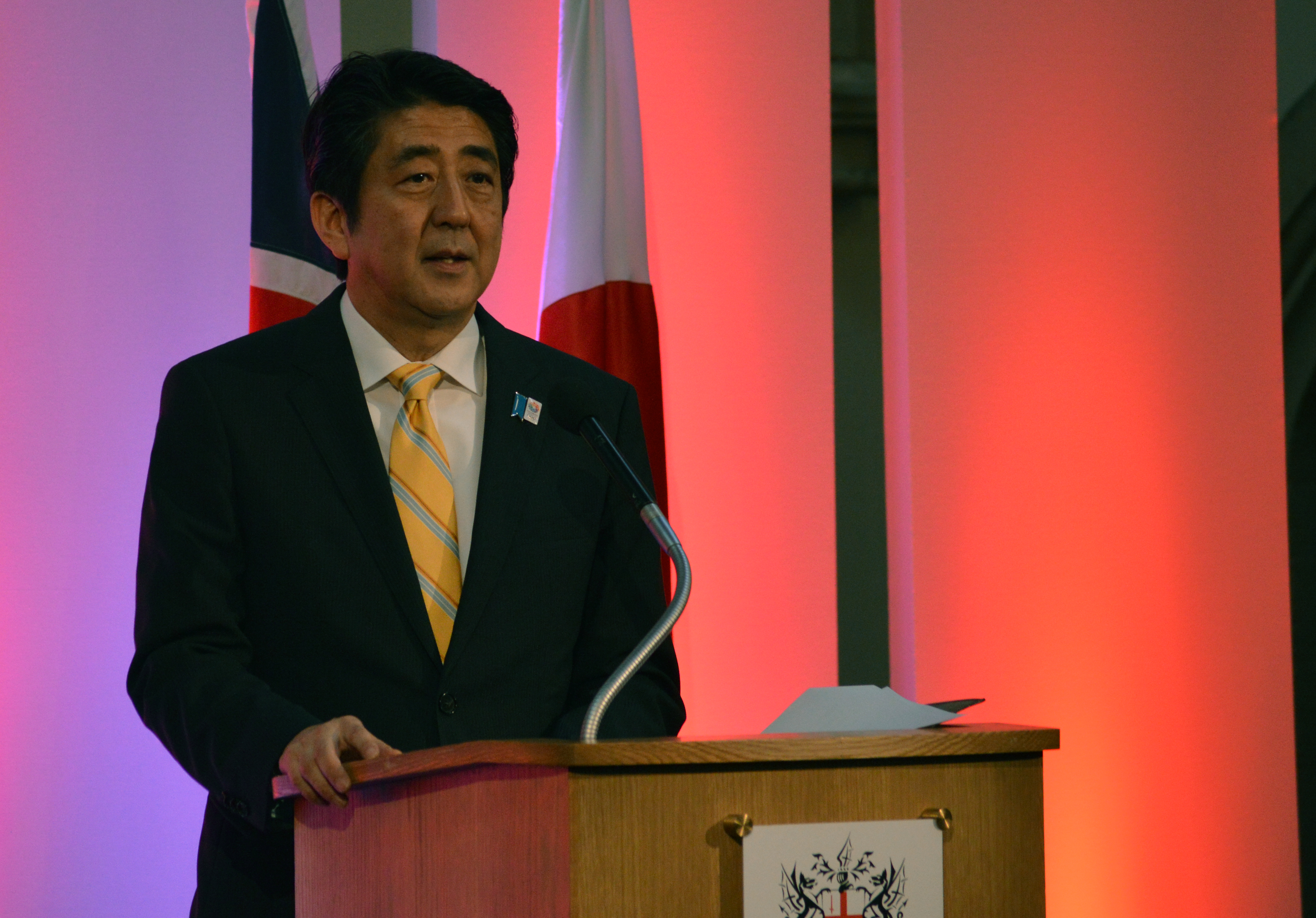
Thủ tướng Abe thảo luận các chính sách kinh tế của ông trong một bài phát biểu tại Luân Đôn vào tháng 6 năm 2013.

Thuật ngữ Abenomics là từ kết hợp của Abe và economics, kế thừa các từ mới chính trị trước đó dành cho các chính sách kinh tế liên quan đến các nhà lãnh đạo cụ thể như Reaganomics, Clintonomics, Rogernomics.

## Bối cảnh

### Điều kiện kinh tế Nhật Bản trước Abenomics
Chính phủ Nhật Bản đã tăng định mức thuế tiêu thụ từ 3% đến 5% vào năm 1997, điều này dẫn đến tình trạng suy thoái kinh tế và giảm phát nền kinh tế. Chính phủ tăng thuế tiêu thụ năm 1997 nhằm mục đích cân đối ngân sách, sau đó nguồn thu chính phủ giảm 4,5 nghìn tỷ JP¥ vì sức tiêu thụ suy giảm. Nhật Bản ghi nhận tốc độ tăng trưởng GDP 3% năm 1996 nhưng sau khi tăng thuế thì nền kinh tế chìm trong suy thoái. Tốc độ tăng trưởng GDP danh nghĩa dưới mức 0 trong hầu hết 5 năm sau khi tăng thuế. Thu nhập bình quân hàng năm của Nhật Bản tăng trong giai đoạn 1992-1997, nhưng thu nhập bình quân bắt đầu giảm sau khi tăng thuế tiêu thụ có hiệu lực vào năm 1997. Sau năm 1997, thu nhập bình quân giảm nhanh hơn GDP danh nghĩa.

Năm 2012, Quốc hội Nhật Bản dưới thời thủ tướng Nhật Bản nhiệm kỳ trước là Noda Yoshihiko đã thông qua một dự luật tăng thuế tiêu thụ lên mức 8% năm 2014 và 10% năm 2015 để cân đối ngân sách quốc gia; việc tăng thuế tiêu thụ này dự kiến sẽ tiếp tục ngăn cản tiêu dùng.

### Điều kiện kinh tế thế giới trước Abenomics
Trong thời kỳ đại suy thoái toàn cầu, Nhật Bản đã bị tổn thất 0,7% GDP thực tế trong năm 2008 và sau đó bị tổn thất nghiêm trọng 5,2% GDP trong năm 2009. Ngược lại, dữ liệu về tăng trưởng GDP thực tế của thế giới tăng 3,1% trong năm 2008 và sau đó tổn thất 0,7% trong năm 2009. Xuất khẩu từ Nhật Bản giảm từ 746,5 tỷ US$ năm 2008 xuống còn 545,3 tỷ US$ năm 2009, mức giảm 27%. GDP danh nghĩa tại Nhật Bản năm 2013 ở cùng mức năm 1991 trong khi chỉ số thị trường chứng khoán Nikkei 225 đạt đỉnh lần thứ ba.

### Nền tảng ý thức hệ của Abenomics
Chính sách kinh tế của Abe Shinzō cũng liên quan đến sự trỗi dậy của Trung Quốc giống như một cường quốc kinh tế và chính trị. Những người ủng hộ Abe Shinzō bị thu hút bởi sự tương đồng rõ ràng giữa Abenomics và chương trình phú quốc cường binh thời kỳ Minh Trị. Ngoài việc thêm một đối trọng mạnh mẽ hơn đối với Trung Quốc ở khu vực châu Á-Thái Bình Dương, việc tăng cường kinh tế Nhật Bản cũng là một dụng ý thúc đẩy Nhật Bản không còn phụ thuộc vào Hoa Kỳ trong vấn đề quốc phòng.
| Triển vọng kinh tế tại Nhật Bản 1994-1999 | Triển vọng kinh tế tại Nhật Bản 1994-1999 | Triển vọng kinh tế tại Nhật Bản 1994-1999 | Triển vọng kinh tế tại Nhật Bản 1994-1999 | Triển vọng kinh tế tại Nhật Bản 1994-1999 | Triển vọng kinh tế tại Nhật Bản 1994-1999 |
| Năm                                       | GDP danh nghĩa (tỷ JP¥)                   | Tăng trưởng GDP danh nghĩa (%)            | Người thất nghiệp (nghìn)                 | Dân số hoạt động kinh tế (nghìn)          | Thất nghiệp (%)                           |
| ----------------------------------------- | ----------------------------------------- | ----------------------------------------- | ----------------------------------------- | ----------------------------------------- | ----------------------------------------- |
| 1994                                      | 486.526,3                                 | 1,19                                      | 1.920                                     | 66.450                                    | 2,88                                      |
| 1995                                      | 493.271,7                                 | 1,38                                      | 2.100                                     | 66.660                                    | 3,15                                      |
| 1996                                      | 502.608,9                                 | 1,89                                      | 2.250                                     | 67.110                                    | 3,35                                      |
| 1997                                      | 512.248,9                                 | 1,91                                      | 2.300                                     | 67.870                                    | 3,38                                      |
| 1998                                      | 502.972,8                                 | -1,81                                     | 2.790                                     | 67.930                                    | 4,10                                      |
| 1999                                      | 495.226,9                                 | -1,54                                     | 3.170                                     | 67.790                                    | 4,67                                      |

## Nội dung
| Abenomics         | Abenomics |
| ----------------- | --- |
| "Ba mũi tên"      | Abenomics đặt "ba mũi tên" làm trụ cột trong quản lý chính sách hướng đến mục tiêu tăng trưởng kinh tế. - Chính sách tiền tệ táo bạo - Lạm phát mục tiêu 2% - Nới lỏng định lượng không giới hạn - Điều chỉnh lại sự nâng giá của yên Nhật - Sửa đổi đạo luật ngân hàng Nhật Bản - Chính sách tài khóa linh hoạt - Đầu tư công trình công cộng quy mô lớn (tăng cường vào đất đai) - Mua và nắm giữ dài hạn trái phiếu chính phủ xây dựng thông qua hoạt động mua của ngân hàng Nhật Bản - Chiến lược tăng trưởng sâu rộng nhằm khuyến khích đầu tư tư nhân. - Công nghiệp tăng trưởng được khởi tạo từ "xã hội trường thọ lành mạnh" - Chiến lược tăng trưởng với tất cả mọi người tham gia - Những người trẻ có thể chiến thắng thế giới - Phụ nữ Nhật Bản tỏa sáng Ngày 30 tháng 6 năm 2014, thủ tướng Nhật Bản Abe Shinzō đăng một bài xã luận trên Financial Times có tựa đề "ba mũi tên của tôi đánh bại nền kinh tế ma quỷ của Nhật Bản" với quan điểm không thể đạt được hợp nhất tài khóa nếu không tái thiết kinh tế và bày tỏ ý định thực hiện cải cách cơ cấu nền kinh tế Nhật Bản thông qua: - Cắt giảm thuế doanh nghiệp: giảm 2,4% trong năm 2014 và giảm xuống mức 20% trong vài năm - Bãi bỏ thủ tục hành chính; mở ra các lĩnh vực năng lượng, nông nghiệp và y tế cho nguồn vốn đầu tư trực tiếp nước ngoài - Lao động nước ngoài làm thay trách nhiệm nội trợ để các bà mẹ đi làm - Tăng thuế tiêu thụ vào tháng 4 năm 2014 được miêu tả là "ảnh hưởng bị hạn chế" Ngày 9 tháng 8 cùng năm, thủ tướng Nhật Bản Abe Shinzō đăng một bài xã luận có tựa đề "Tuyên bố khởi động chương thứ hai của Abenomics" trên nguyệt san Bungeishunjū vào số phát hành tháng 9, công bố quyết tâm thoát khỏi giảm phát bởi vì "tăng trưởng kinh tế là ưu tiên hàng đầu của chính quyền Abe", trình bày kế hoạch cung cấp tất cả các biện pháp mạnh để phát triển vùng và chống lại suy giảm dân số. Để thúc đẩy các chính sách kinh tế, trụ sở phục hồi kinh tế Nhật Bản đã được thành lập dưới quyền Bộ trưởng Đặc trách chính sách tài chính kinh tế Amari Akira, sau đó hội đồng tư vấn tài chính kinh tế và hội đồng cạnh tranh công nghiệp được thành lập. |
| "Mũi tên thứ bốn" | Tại hội đồng tư vấn tài chính kinh tế vào ngày 28 tháng 5 năm 2013, Bộ trưởng Đặc trách chính sách tài chính kinh tế Amari Akira nói rằng hợp nhất tài khóa được định vị là "mũi tên thứ bốn" trong Abenomics. Tuy nhiên, tuyên bố này không được đưa vào biên bản lưu của hội đồng tư vấn tài chính kinh tế trong cùng ngày. Chủ tịch nghiên cứu thuế Noda Takeshi của đảng Dân chủ Tự do tuyên bố "Abenomics là tiền đề cho việc tăng thuế tiêu thụ". Giám đốc của Viện nghiên cứu Daiwa là Koichi Kimura tán thành về việc có nên cân nhắc hợp nhất tài khóa là "mũi tên thứ bốn" hay không, nhà kinh tế Yoichi Takahashi là một trong những nhà cố vấn chính sách kinh tế của Nội các Abe lần 1 đã phản đối ý kiến trên. Ngày 7 tháng 10 năm 2013, thủ tướng Nhật Bản Abe Shinzō phát biểu tại Diễn đàn Hợp tác Kinh tế châu Á - Thái Bình Dương (APEC) và dựa vào quyết định tăng mức thuế tiêu thụ: "Đó là điều cần thiết để thúc đẩy hợp nhất tài khóa và duy trì niềm tin quốc gia trong việc thúc đẩy sự phục hồi kinh tế, và hợp nhất tài khóa sẽ là viên đá đầu tiên trong chiến lược tăng trưởng và chiếc xe của tôi", Abe Shinzō nhấn mạnh ý tưởng đạt được cả tăng trưởng kinh tế và hợp nhất tài khóa. Một số người nói rằng các chính sách và sự kiện khác ngoài việc nhằm hợp nhất tài khóa nên là "mũi tên thứ bốn" của Abenomics. Nhà báo Yukihiro Hasegawa cho rằng việc phát hành dữ liệu của chính phủ (dữ liệu mở) có thể là mũi tên thứ bốn. Thành viên ban biên tập của Nihon Keizai Shimbun là Tanaka Yo lại coi sức nóng dữ dội trước cuộc bầu cử Tham Nghị viện vào tháng 7 năm 2013 là "mũi tên thứ bốn". Ngày 7 tháng 9 năm 2014, thủ tướng Nhật Bản Abe Shinzō tuyên bố rằng hiệu quả kinh tế của Thế vận hội Mùa hè 2020 được tổ chức tại Tokyo sẽ là "nền kinh tế, tăng trưởng và theo nghĩa nào đó là tác động của 'mũi tên thứ bốn'". |
| "Ba mũi tên mới"  | Tại một cuộc họp báo vào ngày 25 tháng 9 năm 2015 thuộc đợt bầu cử lại của tuyển cử chủ tịch đảng Dân chủ Tự do, thủ tướng Nhật Bản Abe Shinzō xem xét ba năm tiếp theo từ năm 2015 là "giai đoạn thứ hai của Abenomics" và công bố hướng tới mục tiêu "hội nghị quốc dân hoạt động tổng 100 triệu". Abenomics giai đoạn hai gồm "ba mũi tên mới" đóng vai trò trụ cột: - Nền kinh tế mạnh tạo ra hy vọng - Hỗ trợ chăm sóc trẻ em để nuôi dưỡng một giấc mơ - An sinh xã hội dẫn dắt bình an. Tại lễ ra mắt Nội các Abe lần 3 (cải tổ lần 1) vào ngay 3 tháng 8 năm 2015, thủ tướng Nhật Bản Abe Shinzō đã thành lập một "hội nghị quốc dân hoạt động tổng 100 triệu" dưới quyền của bộ trưởng 100 triệu được thành lập mới Katō Katsunobu, công bố rằng "kế hoạch hoạt động tổng 100 triệu người Nhật" sẽ được xúc tiến. Tại lễ ra mắt Nội các Abe lần 3 (cải tổ lần 2) vào ngày 3 tháng 8 năm 2016, thủ tướng Nhật Bản Abe Shinzō thành lập một bộ trưởng phụ trách "hội nghị thực hiện cải cách phong cách làm việc" với mục tiêu thực hiện "hội nghị quốc dân hoạt động tổng 100 triệu". Ngày 26 tháng 9 cùng năm, thủ tướng Nhật Bản quyết định tổ chức một hội nghị để tiến hành cải cách phong cách làm việc. |

## Thực hiện
Abenomics bao gồm các chiến lược chính sách tiền tệ, chính sách tài khóa và tăng trưởng kinh tế để khuyến khích đầu tư tư nhân. Các chính sách cụ thể bao gồm lạm phát mục tiêu đạt mức 2% hàng năm, điều chỉnh lại sự nâng giá quá mức của yên Nhật, thiết lập lãi suất âm, triệt để nới lỏng định lượng, mở rộng chi tiêu chính phủ, nghiệp vụ thị trường mở xây dựng trái phiếu chính phủ bởi ngân hàng Nhật Bản, sửa đổi lại đạo luật ngân hàng Nhật Bản. Chi tiêu tài khóa sẽ tăng 2% GDP, có thể làm tăng thâm hụt tới 11,5% GDP đối với năm 2013.
Hai trong 'ba mũi tên' đã được thực hiện trong tuần đầu tiên của chính phủ Abe Shinzō. Abe Shinzō nhanh chóng công bố dự luật kích thích tài khóa 10,3 nghìn tỷ JP¥ và bổ nhiệm Kuroda Haruhiko làm thống đốc ngân hàng Nhật Bản với nhiệm vụ tạo ra tỷ lệ lạm phát mục tiêu 2% thông qua nới lỏng định lượng. Nhưng phó thống đốc ngân hàng Iwata Kikuo đã đề nghị rằng ngân hàng Nhật Bản không hoàn toàn nhắm đến mục tiêu định giá 2% trong hai năm, Iwata Kikuo ngụ ý rằng ngân hàng Nhật Bản sẽ không nới lỏng lại chính sách tiền tệ của mình nhằm mục đích ngăn chặn sự đình trệ kinh tế ngay sau khi tăng thuế tiêu thụ vào tháng 4 năm 2014.
Cải cách cơ cấu đã mất nhiều thời gian hơn để thực hiện, dù cho Abe Shinzō đã thực hiện một số động thái sớm trên mặt trận này như thúc đẩy sự tham gia của Nhật Bản vào Hiệp định Đối tác xuyên Thái Bình Dương.
Tuyển cử Tham Nghị viện Nhật Bản 2013 trao cho Abe Shinzō quyền kiểm soát hoàn toàn quốc hội Nhật Bản, nhưng chính phủ Nhật Bản đã bộc lộ một số chia rẽ nội bộ đối với các cải cách cơ cấu cụ thể. Một số thành viên nội các ủng hộ thuế doanh nghiệp thấp hơn, những người khác cảnh giác các chống đối chính trị tiềm năng bởi vì cắt giảm thuế đối với các công ty lớn trong khi tăng thuế với người tiêu dùng. Luật lao động Nhật Bản và kiểm soát sản xuất gạo cũng trở thành những vấn đề gây tranh cãi trong chính phủ của Abe Shinzō.

### Nới lỏng định lượng
Ngân hàng Nhật Bản công bố chương trình nới lỏng định lượng vào ngày 4 tháng 4 năm 2013, theo đó ngân hàng Nhật Bản sẽ mua từ 60 nghìn tỷ JP¥ đến 70 nghìn tỷ JP¥ trái phiếu mỗi năm. Vào ngày 31 tháng 10 năm 2014, ngân hàng Nhật Bản công bố mở rộng chương trình mua trái phiếu, tính đến hiện tại họ mua 80 nghìn tỷ JP¥ trái phiếu mỗi năm.